# 수잔 기브니
수잔 기브니(Susan Gibney, 1961년 9월 11일 ~ )는 미국의 배우, 연극 배우, 텔레비전 배우, 영화배우이다.
맨해튼비치에서 태어났다.

## 영화
- 나를 찾아봐 (2015년)
- 더 해머 (2010년) - 자넷 역
- 전격 Z작전 - 파일롯 (2008년)
- 디레일드 (2002년)
- 크로싱 조단 시즌1 (2001년)
- 살인 정원 (2000년)
- CSI 라스베가스 시즌1 (2000년)
- 케이프 - TV 시리즈 (1996년)
- 화이트 히어로 (1996년)
- 닥터슬론 (1993년)
- 워터댄스 (1992년)
- 영혼과 기적 (1991년)
- 형사 콜롬보 - 피빛 결투 (1989년)
- 스타 트렉 - 넥스트 제너레이션 TV 시리즈 (1987년)
- 원 라이프 투 리브 (1968년)